# 中澳人权对话
中澳人权对话是中華人民共和國和澳大利亚兩國間在人权领域的外交對話機制。中澳人权对话始于1997年，旨在加强相互信任，并寻求合作的具体方式。以下列舉後來的一些人權對話：
- 2000年8月15日至16日，中国外交部副部长杨洁篪在堪培拉同澳大利亚外交部长亞歷山大·唐納共同主持了第4次人权对话。[1]
- 2005年6月27日，中国外交部部长助理沈国放与澳大利亚外交贸易部副秘书长芮捷锐在北京共同主持中澳第9次人权对话。[2]
- 2007年7月30日，中国外交部部长助理何亚非与澳大利亚外交贸易部副秘书长格雷在北京共同主持中澳第11次人权对话。[3]
- 2009年2月10日，中国与澳大利亚第12次人权对话在堪培拉举行。中国外交部部长助理刘结一与澳大利亚外交贸易部副秘书长伯德共同主持了对话。[4]